# (2834) Christy Carol
(2834) Christy Carol – planetoida z grupy pasa głównego asteroid okrążająca Słońce w ciągu 4 lat i 21 dni w średniej odległości 2,54 j.a. Została odkryta 9 października 1980 roku w Obserwatorium Palomar przez Carolyn Shoemaker i Schelte Busa. Nazwa planetoidy pochodzi od Christy Carol, córki jednego z odkrywców. Przed nadaniem nazwy planetoida nosiła oznaczenie tymczasowe (2834) 1980 TB4.